# Studio 33
Studio 33 est une entreprise britannique de développement de jeux vidéo fondée en 1998 et basée à Liverpool qui dépend de la firme Psygnosis.

## Historique
En 2000, Sony Computer Entertainment achète Psygnosis et acquiert ainsi Studio 33. Puis, en 2003, Electronic Arts rachète Studio 33 et lui assigne un nouveau siège social à Warrington où il fusionne avec EA Northwest. En 2006, Electronic Arts décide de fermer le studio.

## Jeux développés
| Titre                     | Plate-forme          | Année |
| ------------------------- | -------------------- | ----- |
| Newman Haas Racing        | PlayStation, Windows | 1998  |
| Formula One 99            | PlayStation          | 1999  |
| Destruction Derby Raw     | PlayStation          | 2000  |
| Formula One 2000          | PlayStation          | 2000  |
| Formula One 2001          | PlayStation          | 2001  |
| Formula One Arcade        | PlayStation          | 2002  |
| Destruction Derby: Arenas | PlayStation 2        | 2004  |